# Crazy Bitch
«Crazy Bitch» es el sexto sencillo por la banda de hard rock Buckcherry, y primero de su tercer álbum, 15, y primero en ser un éxito en Billboard Hot 100, en los Estados Unidos, debutando en el número 99 el 6 de mayo de 2006 y llegando al número 59. La canción fue inspirada en la cinta sexual de Paris Hilton, y el pasado de la banda con "chicas locas". Recibió una nominación por Mejor Actuación de Hard Rock en los Premios Grammy.
Es por lejos el sencillo más vendido de Buckcherry hasta la fecha.

## Vídeo musical
El vídeo musical original fue filmado en Key Club en Los Ángeles, que fue hecho para parecer un club de estriptis. Se sostenía un casting, contratando bailarinas y estríperes para un vídeo de bajo presupuesto, que fue dirigido por Ulf Buddensieck. El vídeo existe en dos versiones: Una versión X, y otra versión "limpia", sin embargo, no fue aprobado por MTV, que demandó más de 80 cortes, de acuerdo a la edición del 13 de julio de 2006 de Rolling Stone.
En octubre de 2006, fue creado un nuevo vídeo para "Crazy Bitch" y el sencillo en ese entonces de la banda, "Next 2 You".